# Tjerkgaast

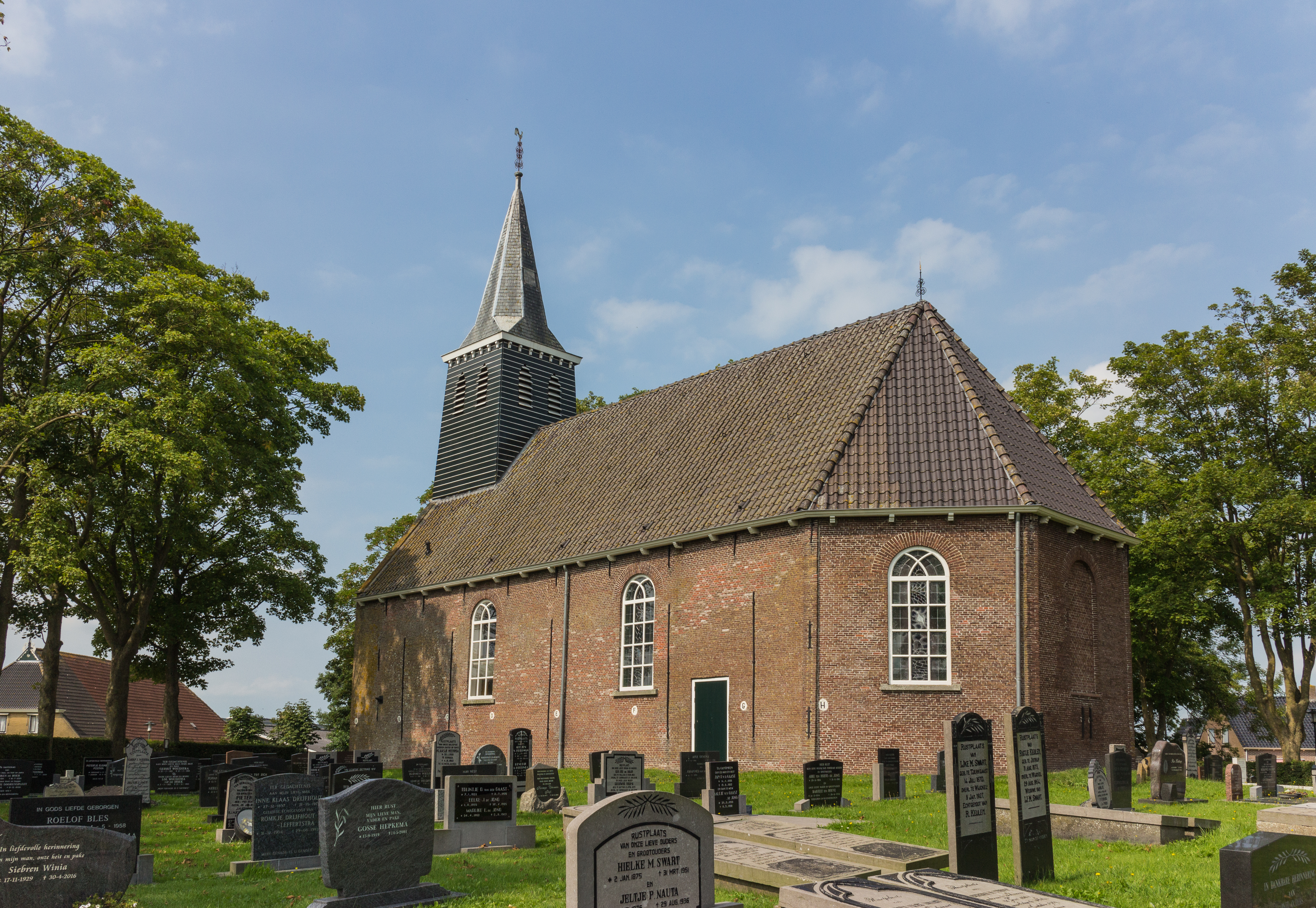
Église de Tjerkgaast (Monument national).

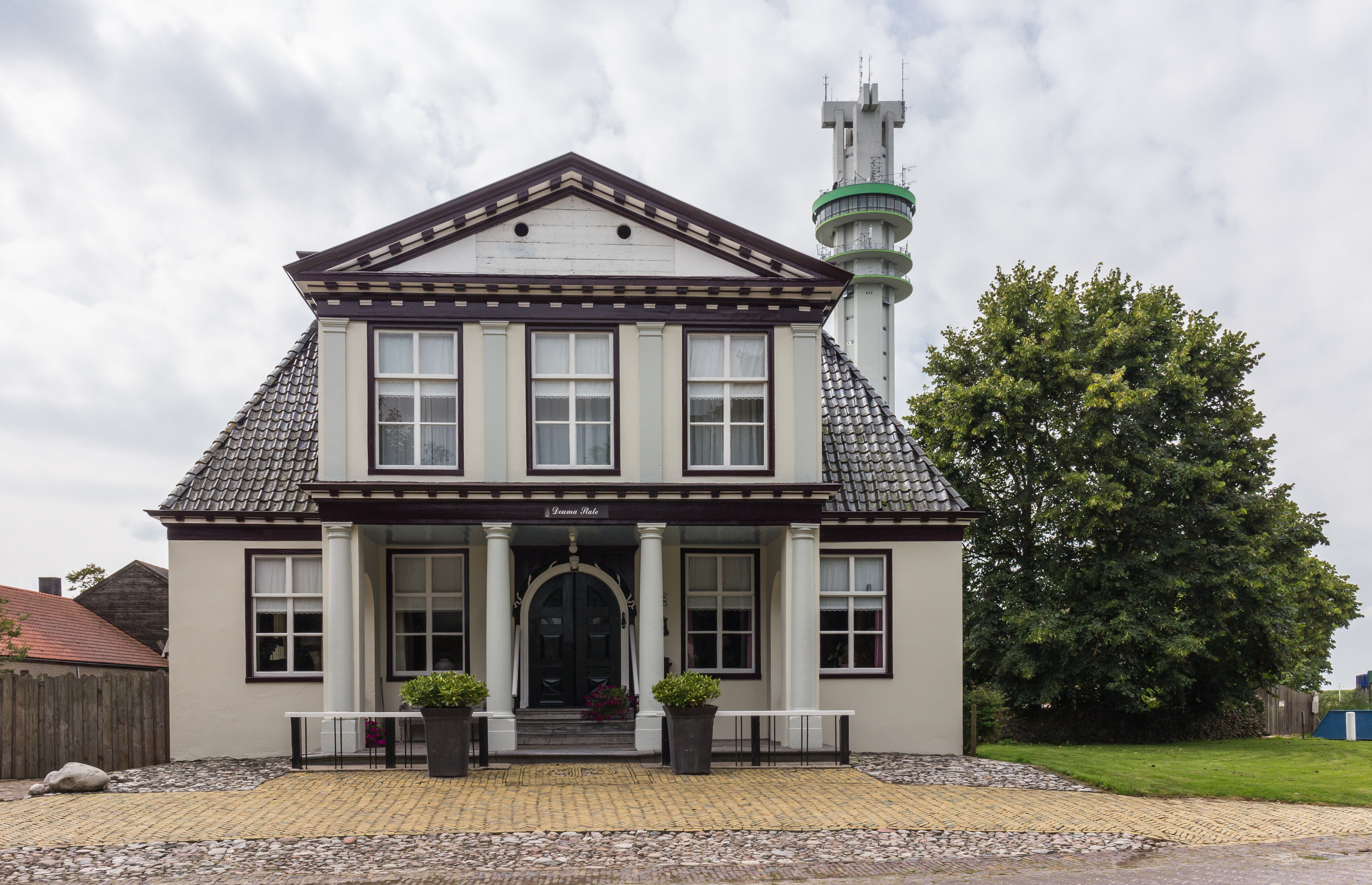
Spannenburg (« Les Armes de la Frise »).

Tjerkgaast (en frison : Tsjerkgaast) est un village de la commune néerlandaise de De Fryske Marren, situé dans la province de Frise. 

## Géographie
Le village est situé dans le sud-ouest de la commune, près de Sloten, au bord du lac du même nom.

## Histoire
Tjerkgaast est un village de la commune de Skarsterlân avant le 1er janvier 2014, date à laquelle celle-ci fusionne avec Gaasterlân-Sleat et Lemsterland pour former la nouvelle commune de De Friese Meren, devenue De Fryske Marren en 2015.

## Démographie
Le 1er janvier 2018, le village comptait 370 habitants.